# Ochyrocera luisarmasi
Espèce
Ochyrocera luisarmasi est une espèce d'araignées aranéomorphes de la famille des Ochyroceratidae.

## Distribution
Cette espèce est endémique de la province d'Artemisa à Cuba,. Elle se rencontre vers San Antonio de los Baños.

## Description
Le mâle holotype mesure 1,15 mm et la femelle paratype 1,52 mm.

## Systématique et taxinomie
Cette espèce a été décrite par Pérez-González et Magalhaes en 2025.

## Étymologie
Cette espèce est nommée en l'honneur de Luis F. de Armas.

## Publication originale
- Pérez-González & Magalhaes, 2025 : « On Antillean ochyroceratines (Scytodoidea: Ochyroceratidae: Ochyroceratinae), with the description of three new species from Cuba. » Zootaxa, no 5563(1), p. 264-289.